# ناثان كرايغ
ناثان كرايغ (بالإنجليزية: Nathan Craig)‏ (25 أكتوبر 1991 في المملكة المتحدة - ) هو لاعب كرة قدم بريطاني في مركز الوسط. شارك مع منتخب ويلز تحت 17 سنة لكرة القدم ومنتخب ويلز تحت 19 سنة لكرة القدم ومنتخب ويلز تحت 21 سنة لكرة القدم. أما مع النوادي، فقد لعب مع نادي إيفرتون ونادي توركي يونايتد وDorchester Town F.C. ‏ وكارنارفون تاون ‏.

## وصلات خارجية
- ناثان كرايغ على موقع الاتحاد الأوربي (الإنجليزية)
- ناثان كرايغ على موقع قاعدة بيانات كرة القدم.إي يو (الإنجليزية)
- ناثان كرايغ على موقع Soccerbase.com (لاعب) (الإنجليزية)